# Jirawat Thongsaengphrao
Jirawat Thongsaengphrao (thailändisch จิรวัฒน ทองแสงพราว, * 31. März 1998), auch als Joe bekannt, ist ein thailändischer Fußballspieler.

## Karriere
Jirawat Thongsaengphrao spielte 2018 beim Drittligisten Ayutthaya United FC in Ayutthaya. Mit dem Club wurde er 2018 Vizemeister und stieg somit in die zweite Liga auf. Nach dem Aufstieg verließ er Ayutthaya und wechselte nach Ratchaburi. Hier schloss er sich dem in der ersten Liga, der Thai League, spielenden Ratchaburi Mitr Phol an. Mit Ratchaburi stand er 2019 im Finale des FA Cup, dass man jedoch mit 1:0 gegen den Bangkoker Erstligisten Port FC verlor. 2020 wechselte er auf Leihbasis zum Ligakonkurrenten Suphanburi FC nach Suphanburi. Für den Erstligisten absolvierte er zwölf Spiele. Nach der Ausleihe kehrte er Ende 2020 nach Ratchaburi zurück. Im Sommer 2023 wechselte er bis Mitte Dezember 2023 auf Leihbasis zum ebenfalls in der ersten Liga spielenden Police Tero FC. Für den Verein bestritt er zwölf Ligaspiele. Nach der Ausleihe kehrte er nach Ratchaburi zurück. Nach insgesamt 98 Ligaspielen für Ratchaburi wechselte er im Sommer 2025 nach Chanthaburi zum Zweitligisten Chanthaburi FC.

## Erfolge
Ayutthaya United FC
- Thai League 3 – Upper Region: 2018 (Vizemeister)  ▲

Ratchaburi MitrPhol FC
- Thailändischer Pokalfinalist 2019